# Legendia Parc
 (octobre 2018).
Ne doit pas être confondu avec Legendia.
Legendia Parc est un parc à thèmes, à la fois parc animalier et spectacles, inspiré des contes et légendes et situé en France à Frossay (Loire-Atlantique).

## Informations économiques
La société exploitante porte le nom « Le Sentier des Daims ».
Elle est dirigée par Alex Guillon et Pierre-Marie Lefeuvre. Pierre Lefeuvre est le président de l'entreprise Legendia Management.